# アブル・ハサン・クトゥブ・シャー

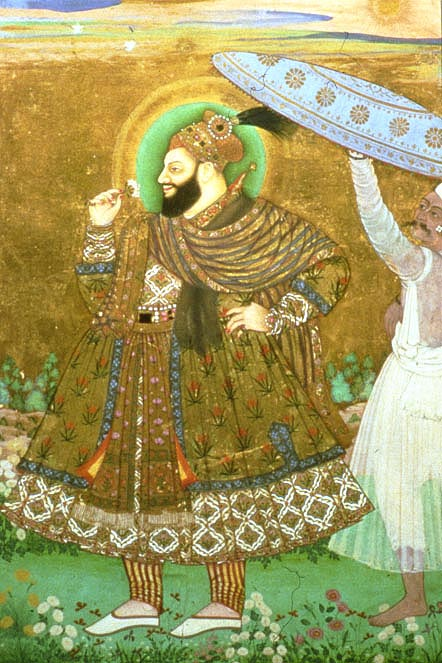
アブル・ハサン・クトゥブ・シャー

アブル・ハサン・クトゥブ・シャー（? - 1699年）は、ゴールコンダ王国の第8代にして最後の王（在位1672年 - 1687年）。
アブドゥッラー・クトゥブ・シャーの娘婿である彼は、一般にタナ・シャーとしてよく知られている。彼はムガル帝国軍の攻勢に屈せず、有能な支配者として力量を示している。なによりも、彼は王国民の幸せと繁栄に、その心を注いだ慈悲深く有能な王として、その名を残している。
彼は、ゴールコンダ要塞を居城とした最後の王となった。彼は1687年のムガル帝国アウラングゼーブ第三次遠征軍の包囲攻城を8ヶ月持ちこたえていたが、内通者が要塞を開門し遠征軍を迎え入れたことにより敗北した。彼はそしてアウランガーバード近郊のダウラターバード牢獄へ収監された。獄につながれて12年後、ダウラタバード牢獄で息を引き取った。